# Пфеффельбах
Пфеффельбах (нім. Pfeffelbach) — громада в Німеччині, розташована в землі Рейнланд-Пфальц. Входить до складу району Кузель. Складова частина об'єднання громад Кузель.
Площа — 11,28 км2. Населення становить 899 ос. (станом на 31 грудня 2020).